# Ariapites
Ariapites (en grec antic: Αριαπειθης) ('Ariapeithes') va ser un rei dels escites a principis del segle v aC.
Va tenir tres dones, una, de la que no es coneix el nom, era natural d'Ístria, i li va donar un fill, que seria el rei Esciles (Scyles), contemporani d'Heròdot. Una altra dona era filla del rei dels odrisis Teres I, amb la que va tenir Octamasadas, rei escita (circa 450 aC - 430 aC) i una tercera esposa escita, anomenada Hupaya o Opea (en grec antic: Οποιη) que li va donar un fill de nom Varika.
Ariapites va morir assassinat a traïció a mans d'Espargapites (Spargapeithes), rei dels agatirsos. Esciles es va convertir en rei dels escites, i va prendre com una de les seves esposes a la seva madrastra Opea.